# Ri Kunhak
Ri Kunhak (hangul: 리근학, RR:  1940. július 7. – ) lszak-koreai válogatott labdarúgó.
Az észak-koreai válogatott tagjaként részt vett az 1966-os világbajnokságon.